# ایزی بیزو
ایزوبل بیزو بردشاو (متولد ۲۸ آوریل ۱۹۹۴)، که بیشتر با نام ایزی بیزو شناخته می‌شود، یک خواننده و ترانه‌سرای انگلیسی-اتیوپیایی است که با اپیک رکوردز امضا کرده‌است. بیزو پشتیبانی رادیویی اصلی را از آنی مک و فیل تاگارت رادیو بی‌بی‌سی رادیو ۱ و ترور نلسون از رادیو بی‌بی‌سی رادیو 1Xtra به دست آورده‌است. او از کلدپلی، سم اسمیت و فاکسز حمایت کرده‌است. در نوامبر ۲۰۱۵، بیزو در فهرست نهایی جایزه منتخب منتقدان بریتانیایی قرار گرفت. او در مراسم سال ۲۰۱۶ برنده جایزه معرفی موسیقی بی‌بی‌سی شد. در ۲۵ ژوئن ۲۰۱۶، بیزو در پارک استیج در جشنواره گلستونبری اجرا کرد.
ایزی بیزو اهل جنوب غربی لندن است، و در دبیرستان استمفورد، لینکلن شایر تحصیل کرده‌است. مادرش اتیوپیایی و پدرش انگلیسی است. او در کالج در رشته موسیقی تحصیل کرد، اما مدت کوتاهی پس از آن ترک تحصیل کرد.